# Донская духовная семинария
Донска́я духо́вная семина́рия — высшее учебное заведение Ростовской и Новочеркасской епархии Русской Православной Церкви, готовящее священно- и церковнослужителей.

## История
Открыта 1 октября 1868 года трудами архиепископа Донского Платона (Городецкого). Располагалась в кафедральном городе Донской епархии — Новочеркасске. В 1883 году была переведена в красивое двухэтажное здание созданное по проекту А. Ященко на Платовском проспекте (в советское время — учебное здание Новочеркасского училища связи, прекратило существование в 2011 году). В этом же 1883 году была освящена и семинарская (домовая) церковь во имя Иоанна Богослова.
В 1885 году ректор М. В. Симашкевич открыл при семинарии класс иконописания, через три года он же открыл при семинарии Иоанно-Богословское общество. При нём же Донскую духовную семинарию впервые посетил Российский император. 7 мая 1887 года семинария принимала Императора Александра III со своей семьей. Интересно, что протоиерей Симашкевич управлял Донской духовной семинарией более 20 лет и 25 ноября 1905 года, будучи уже в сане архимандрита, он был назначен епископом Чебоксарским, то есть вторым викарием Казанской епархии, а в 1907 году − епископом Пензенским и Саранским. Также примечательно то, что 10 января 1915 года Высокопреосвященный Митрофан (Симашкевич) был возвращен на Дон в качестве главы Донской епархии и руководил ею в годы Первой мировой войны, Октябрьской революции и Гражданской войны.
После Октябрьской революции новая власть взяла курс на ликвидацию духовного образования. В 1918 году занятия в семинарии прекратились. Во время Гражданской войны красногвардейцы устроили в семинарском храме ап. Иоанна Богослова казарму, а в здании Новочеркасского духовного училища с 1920 году размещалась детская трудовая колония. В 1920 году семинария вынужденно преобразована в пастырские курсы, а в 1921 году окончательно закрыта.
К январю 1947 года епископ Серафим (Шарапов) подготовил все необходимое для открытия в Ростове-на-Дону духовной семинарии и обратился к Патриарху с прошением исходатайствовать разрешение на её открытие. Однако в октябре 1947 года Совет Министров СССР отказал в разрешении.
6 октября 2010 года решением Священного Синода Русской Православной Церкви Ростовское миссионерское духовное училище было преобразовано в Донскую духовную семинарию. 23 ноября того же года в Ростове-на-Дону состоялось торжественное открытие возрождённой семинарии, которая расположилась в учебном корпусе на подворье Серафимовского храма, на улице Портовой в Ростове-на-Дону.
5 апреля 2022 года Донская духовная семинария получила государственную лицензию № 1769 на ведение образовательной деятельности по программе ФГОС 48.03.01 «Теология» (бакалавриат). 16 апреля 2024 года Федеральная служба по надзору в сфере образования и науки аккредитовала Донскую духовную семинарию в отношении уровня высшего образования — бакалавриат по направлению подготовки 48.03.01 Теология, предоставив Донской духовной семинарии право выдавать выпускникам бакалавриата дипломы о высшем образовании государственного образца.

Донская семинария в Новочеркасске
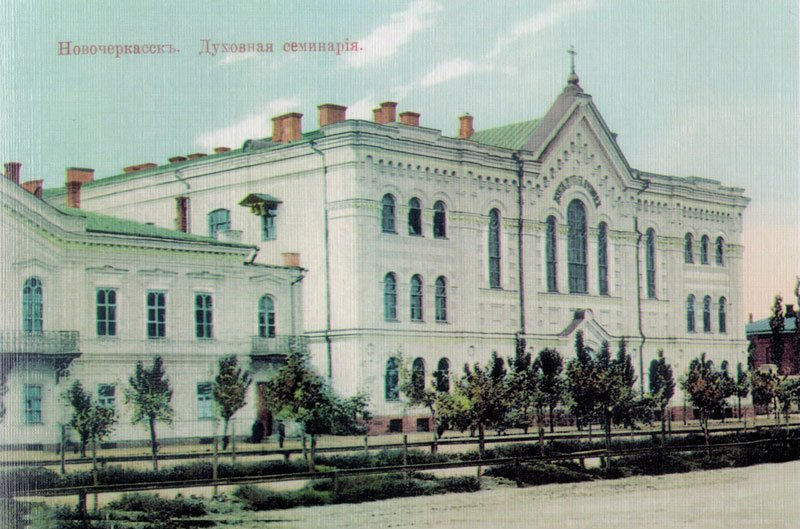
Здание духовной семинарии на дореволюционной открытке
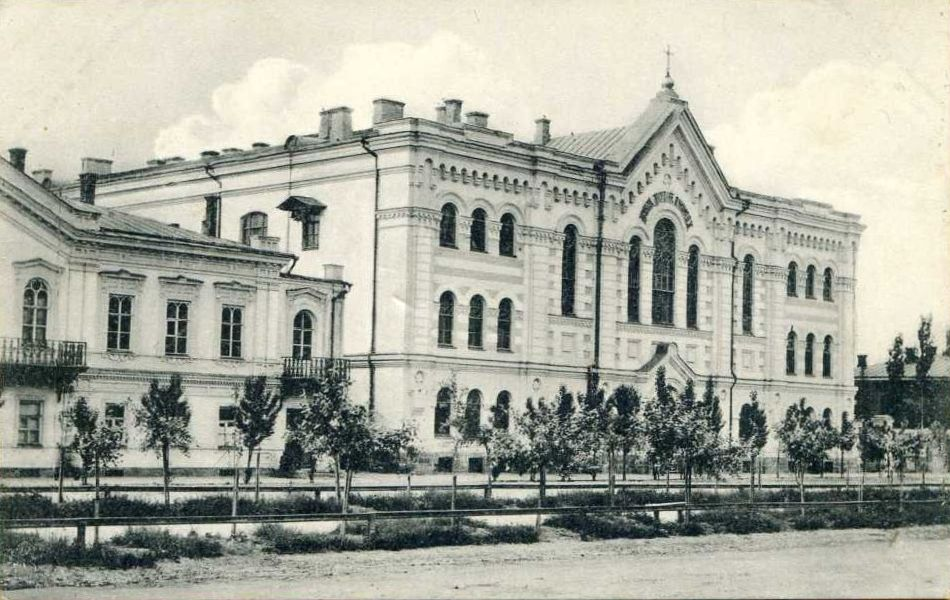
Дореволюционная фотография
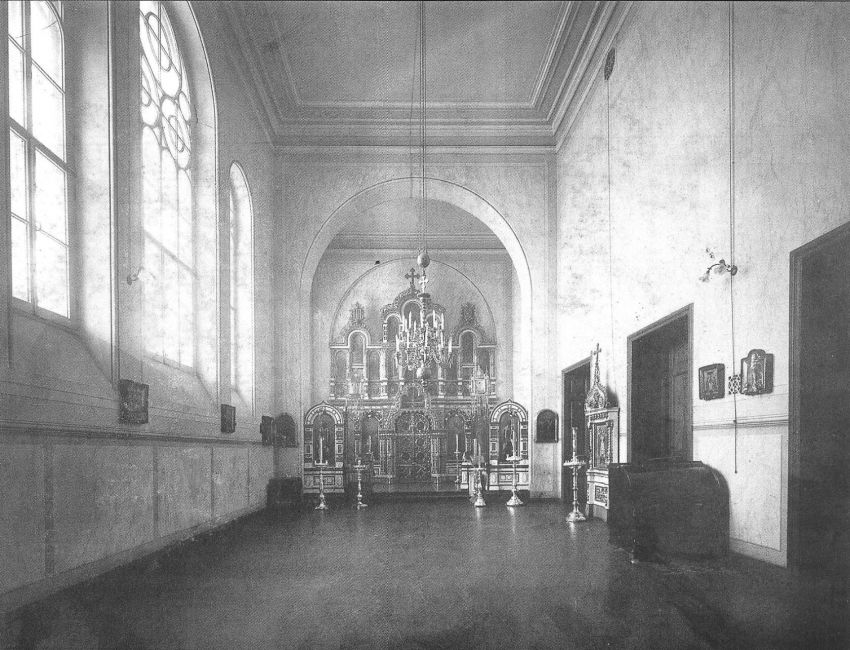
Домовая церковь в семинарии

## Ректоры
- архимандрит Вениамин (Смирнов) (1868—1879)
- архимандрит Мефодий (Никольский) (12 ноября 1879—1882) и/д
- архимандрит Иоанникий (Казанский) (1882—1884)
- протоиерей Митрофан Симашкевич (14 октября 1884—1906)
- архимандрит Давид (Качахидзе) (25 августа 1906—1907)
- протоиерей Александр Замятин (13 сентября 1907 — 16 апреля 1909)
- архимандрит Севастиан (Вести) (1909—1914)
- протоиерей Димитрий Богоявленский (1914 — ок. 1917)
- архимандрит Борис (Рукин) (1920—1921)
- архиепископ Пантелеимон (Долганов) (6 октября 2010 — 5 октября 2011)
- митрополит Меркурий (Иванов) (5 октября 2011 — 29 мая 2013)
- протоиерей Тимофей Фетисов[4] (с 29 мая 2013)

## Инспекторы
- Орлов, Василий Алексеевич (март 1869 — 31 октября 1881)